# Judge Dredd (bande dessinée)
Pour les articles homonymes, voir Judge Dredd.
Judge Dredd est un personnage de fiction de bande dessinée créé par le scénariste John Wagner et le dessinateur Carlos Ezquerra. Les aventures du personnage débutent en 1977 dans la revue britannique de science-fiction pour adultes 2000 AD ; par la suite le personnage apparaît dans la revue Judge Dredd Megazine (1990), dans une série qui lui est entièrement consacrée.
Dans la bande dessinée, l'officier de police Joseph « Joe » Dredd fait partie des forces de l'ordre de Mega-City One (en), une mégacité imaginaire issue d'un futur dystopique post-apocalyptique, qui couvre la majeure partie de la côte est de l'Amérique du Nord. En tant que « Juge de rue », Dredd est habilité à arrêter, condamner et exécuter de façon sommaire les criminels qui pullulent à Mega-City One, en vertu des lois sécuritaires en cours dans la série.
Au cinéma, le personnage a été interprété par l'acteur Sylvester Stallone dans le film Judge Dredd (1995) de Danny Cannon, puis par Karl Urban dans Dredd (2012) de Pete Travis.
Au Royaume-Uni, le personnage de Dredd est parfois invoqué dans les discussions sur la police, l'autoritarisme et la règle de droit.

## Arrière-plan de la série
Au tournant du XXIIe siècle, et à la suite de plusieurs conflits atomiques successifs, la Terre n'est plus que ruines et désolation : un désert irradié, totalement inhabitable, où règnent en maîtres bandits et mutants cannibales. La majeure partie de la population survivante s'entasse dans des mégalopoles surpeuplées, elles-mêmes infestées de bandits, d'escrocs et de criminels en tous genres.
En Amérique, la police ayant été éradiquée, un ordre nouveau a jailli de cet amas pourrissant : les Juges. Ceux-ci représentent l'ordre et sont à la fois juges, jurés et bourreaux, appliquant l'adage « la violence contre la violence ». À cet effet, les Juges concentrent tous les pouvoirs : législatif, judiciaire et exécutif,.
Chevauchant des motos surpuissantes, les Juges sillonnent la mégalopole et appliquent une justice qui deviendra de plus en plus stricte et expéditive au fil du temps, conséquence de la surpopulation. Les Juges se veulent impitoyables et n'hésitent pas, si besoin est, à éliminer toute personne en infraction, en vertu des lois sécuritaires en cours, comme à la suite d'une tentative de meurtre sur la personne d'un Juge de rue. Nombre d'infractions à la loi ne sont toutefois pas sanctionnées par la mort, mais si un individu est en infraction, il peut rapidement passer du statut de citoyen à criminel, dépouillé de sa citoyenneté et condamné à mort avec exécution immédiate en pleine rue.
Le Juge Dredd est un des juges de Mega-City One (en). Il est, à compter de son entrée au service du corps des juges de rue et jusqu'à sa mort, le plus emblématique ; c'est le meilleur (ou le pire) d'entre eux car il est inflexible et sans compromis. Dans ce comics, Joe Dredd est l’archétype même de la Justice, qu'il personnifie de manière symbolique : son visage n'apparaît jamais, étant toujours dissimulé par la visière de son casque (une allégorie de la justice impartiale, la justice ceinte d'un bandeau), ce qui renforce l'aspect intraitable du personnage.

## Environnement

### Mega-City One
Mega-City One (en) est une mégalopole post-apocalyptique fictive qui sert de cadre principal à la série Judge Dredd. Elle s'étend sur toute la côte est du continent nord-américain. Construite sur les ruines de villes telles que New York ou Washington après leur quasi-destruction par une guerre nucléaire, Mega-City One fonctionne comme un état indépendant, regroupant une population de 400 millions de personnes.

Carte de l'Amérique du nord (en jaune) montrant la position de Mega-City One (en rouge) avant l'épisode '.

La Megacité est gouvernée par les Juges, qui sont eux-mêmes présidés par un Conseil des Cinq et un Juge en Chef, le « Juge Suprême ». Les Juges ont pour mission de faire régner l'ordre dans ce cauchemar urbain, véritable caricature de toutes les tares accumulées par les grandes villes du XXe siècle et au-delà : inégalités sociales, chômage, pollution, consumérisme effréné, surpopulation, guerres des gangs, etc..
La Megacité est divisée en secteurs ; le bâtiment résidentiel typique est le « bloc », un immeuble gigantesque qui est le croisement entre un bunker et un gratte-ciel aux excroissances improbables capable de contenir une population variable, souvent supérieure à 50 000 habitants. Il est virtuellement possible pour un citoyen de Mega-City One de passer toute sa vie dans son bloc, de sa naissance à sa mort, sans jamais en sortir puisque celui-ci dispose de toutes les infrastructures nécessaires : santé, écoles, commerces, etc. Cette organisation en phalanstères tend à doter les habitants d'un bloc d'un sentiment territorial assez développé, et il n'est pas rare que des tensions anodines entre immeubles voisins finissent par dégénérer en de véritables batailles rangées (surnommées Block Mania (en) ou « Guerre des blocs »), notamment entre gangs rivaux.
Mega-City One a connu une histoire pour le moins mouvementée et a survécu à un nombre impressionnant de catastrophes majeures. On peut citer notamment :
- la « Guerre de l'Apocalypse » : une tentative d'invasion presque réussie par East-Meg One, la plus grande mégalopole de l'actuelle Russie[3] ;
- l'épisode Nécropolis, durant lequel la cité se retrouva sous l'emprise du Judge Death et des autres Juges noirs, venus d'une dimension parallèle. Dredd réussit à vaincre les Juges noirs avec l’aide d’une nouvelle recrue, la Juge « Psy » Casandra Anderson, le duo se rendant dans la dimension maléfique des Juges noirs pour les vaincre[3] ;
- l'épisode du « Jugement dernier », qui amena une épidémie de zombification orchestrée par Sabbat le Nécromage ;
- plus récemment, une série d'attentats à la bombe nucléaire organisés par un groupuscule de « démocrates » radicaux, opposés au système des Juges ;
- par ailleurs, la cité a dû faire face à de nouvelles menaces, notamment de type extraterrestres et mutantes[3].

Dans le cadre de la série, le temps s'écoule au même rythme que dans le monde réel, 122 ans dans le futur. Lors de la création de la série en 1977, Mega-City One se trouvait en l'an 2099. En 2024 pour le lecteur, l'histoire a progressé jusqu'en 2146.

### La Terre Maudite
La Terre Maudite (Cursed Earth en VO) correspond à la majeure partie du continent américain, en dehors de ses Megacités. C'est une zone ravagée par les radiations, un immense désert où survivent tant bien que mal des créatures qui n'ont d'humain que l'apparence (et encore), nombre d'entre eux se nourrissant par cannibalisme. Les rares humains sains qu'ils arrivent à capturer sur leur territoire deviennent des mets de choix.
Dans le film de 1995 adapté de la bande dessinée, c'est ce genre d'individus qui attaque la navette de transport qui conduit des condamnés (dont Dredd fait partie) vers une prison, tentant à cette occasion de mettre Joe Dredd à leur menu, sans succès.

#### Villes
La terre maudite contient également certaines villes et villages, autonomes par rapport aux Megacités.
- Delivrance (tome 3) : un village de masures, régulièrement attaqué par des rats mutants nommés « Rats du Diable ». Delivrance est contrôlé par un ancien Juge, devenu fou et cruel.
- Fort Knox (tome 4) : un village de masures dans le Kentucky proche de l'ancien Fort Knox. Des « vampires » y sévissent et absorbent le sang des villageois. Il s'agit en réalité de médi-robots dénommés Snapp, Crackle et Pop, qui prélèvent du sang pour la survie de Robert L. Booth, le dernier président des États-Unis. Déclaré coupable du déclenchement de la guerre atomique, Booth a été placé par les Juges en hibernation depuis l'année 2070.
- Repentance (tome 5) : une ville située à proximité du fleuve Mississippi en feu. Repentance a pour particularité que ses habitants possèdent des dinosaures ramenés à la vie grâce au génie génétique. Parmi ces dinosaures, se trouve le T-Rex Tyrannus qui, ramené à la vie pour un parc d'attraction d'avant la guerre, vit maintenant en marge de la ville avec d'autres T-Rex, et vient se nourrir au Poteau des condamnés.
- Las Vegas (tome 5) : ville encore en parfait état, Las Vegas avait à l'origine un système de Juges, mais ceux-ci ont été remplacés par des bandes de malfrats qui ont instauré des lois basées entièrement sur le jeu et le hasard. Il y est interdit de ne pas jouer : « Lance les dés, tu gagnes un million ou tu perds la vie ».

### Les autres Megacités

#### Mega-City Two
Mega-City Two apparaît dans les tomes 3 et 4 du comic. Située en Californie, elle est, sur le plan architectural, d'apparence plus moderne que Mega-City One et couvre 5 000 miles carrés. C'est l'un des trois seuls îlots de civilisation existant encore à cette époque.
Le Juge Dredd s'y rend notamment pour apporter un antidote à la mégacité. Pour ce faire, il est contraint de traverser la Terre Maudite au cours d'un périple de près de 25 semaines où il affronte de nombreux dangers. Lors de son retour à Mega-City One, il apprend qu'un Juge complètement fou, le Juge Cal (en référence à Caligula), a pris le pouvoir pour instaurer un régime de terreur. Dredd, allié à la population, mène alors une résistance face au tyran.

#### East-Meg One
East-Meg One est une Méga-cité située dans l'actuelle Russie qui a tenté d'envahir par le passé Mega-City One. Pour sauver sa ville et mettre fin à la guerre, le Juge Dredd n’hésitera pas à lancer une bombe nucléaire sur la Russie.

## Personnages

### Les Juges

#### Juge Joseph Dredd

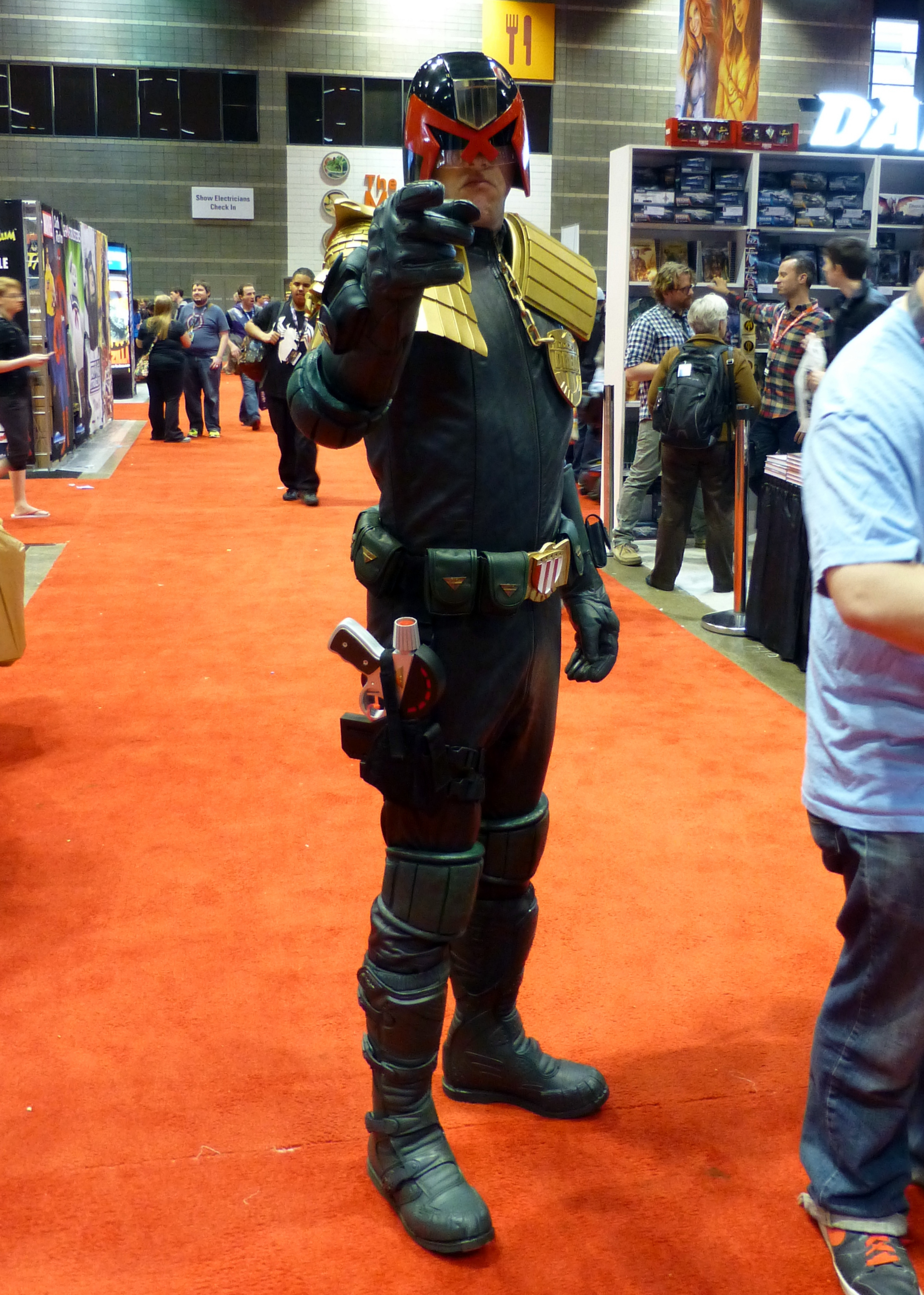
Cosplay de Joe Dredd.

##### Personnalité et origines
Joseph « Joe » Dredd est le personnage principal de la série. C'est le plus respecté et le plus craint de tous les Juges de Mega-City One (en), un homme investi du pouvoir de la condamnation instantanée. Son tribunal est la rue, sa parole est la Loi.
Dans les comics, Juge Dredd ne retire jamais son casque. Son créateur, le scénariste John Wagner a une fois expliqué que Dredd, en tant qu'incarnation de la loi, ne possédait ni visage ni identité propre. Cependant, son visage a été vu en quelques rares occasions, notamment lors de flashbacks.
Joe Dredd est un clone du Juge Fargo, créé au sein du « Project Janus » dans le but d’être le plus hargneux et le plus impitoyable Juge de Mega-City One. Tout comme son frère Rico, Joe Dredd a été créé à partir des gènes du Juge Fargo, mais cette expérience produisit deux frères que tout oppose. Envoyés tous deux dès leur plus jeune âge en formation à l’Académie des Juges, Dredd en sort quinze ans plus tard et devient par la suite le plus redouté des Juges de rue.
En tant que membre de la brigade spéciale des Juges, Joe Dredd est à la fois le policier, le juge et le bourreau le plus emblématique de la mégacité, symbolisé par sa phrase fétiche : « La Loi c’est moi ! » (« I am the Law! »). Policier inflexible, son jugement est parfois brouillé — du fait de son respect intransigeant et intégral de la loi —, ce qui lui fait parfois perdre de vue certaines réalités. Dredd n’a pas de vie privée, ne prend jamais de repos et n’ignore aucun crime ni aucun délit.
Si Dredd est d’une loyauté sans faille envers la loi et sa mégacité, il lui est cependant arrivé d'être en désaccord avec le Haut Conseil des Juges, et ceci à de nombreuses reprises. Il a notamment démissionné plusieurs fois de son poste et n'a pas hésité à remettre en doute l’action de certains Juges Suprêmes, quand bien même il encourait d’être renvoyé ou emprisonné pour sa désobéissance.
À un moment donné, Dredd, accusé à tort du meurtre d'un journaliste, est déclaré coupable et condamné à purger une peine de prison à vie au pénitencier d'Aspen ; mais il revient finalement à Mega-City One pour neutraliser le vrai coupable, son frère Rico qui, devenu psychopathe, s’était mis à tuer des innocents. Après la mort de Rico, Dredd est nommé Juge Suprême, mais laisse sa place au Juge Hershey et redevient Juge de rue.
Au cours de ses histoires, Joe Dredd a dû faire face à d’autres super-héros connus, lors de crossovers, comme Batman de DC Comics (notamment dans l'album Jugement à Gotham) ou encore le Predator.

##### Talents et équipement
Joe Dredd est un combattant aguerri et un excellent tireur d'élite, qui maintient une condition physique optimale pour assurer ses fonctions. Son uniforme de Juge lui offre une protection contre les tirs d'armes à feu, les attaques par armes blanches ainsi que les fortes températures. Dans son casque est intégré un communicateur et un ordinateur.
Dredd a été blessé à de nombreuses reprises lors de ses missions au service de la loi ; notamment une fois où ses yeux furent crevés par un démon. Par la suite, ceux-ci furent remplacés par des yeux bioniques.
Du fait que l’univers mis en place dans la série évolue en temps réel, le personnage de Dredd n'a pas cessé de vieillir ; il a même été victime d'un cancer en raison de son âge. Il a cependant été guéri de sa maladie et a bénéficié d'une « cure de jouvence », au cours de laquelle plusieurs organes de son organisme ont été remplacés.
L'arme la plus courante de Dredd est son pistolet futuriste, surnommé le « Lawgiver », une arme à feu programmée pour n’être utilisable que par lui. Le pistolet possède six types de munitions différentes, notamment des balles explosives et inflammables en passant par les balles électriques et des rafales. Dredd utilise également des couteaux et des grenades à gaz.
Il se déplace habituellement en moto avec sa « Lawmaster », un véhicule surpuissant qui peut rouler sur terre et voler dans les airs. L’engin, doté d’une intelligence artificielle, est aussi armé de mitrailleuses et d’un canon laser.

#### Juge Fargo
Eustace Fargo est le premier Juge Suprême de Mega-City One. Joe et Rico Dredd sont des clones de ce dernier, même s'ils le considèrent comme leur père. Le Juge Fargo était appelé le « Père de la Justice », puisqu'il était responsable de la fondation du système des Juges.

#### Juge Rico Dredd
Frère et clone de Joe, Rico Dredd s'est tourné vers une vie de criminel. Tout comme son frère, il a été créé à partir de l'ADN du Juge Fargo au sein du « Project Janus ». Jugé notamment pour meurtres et racket, il est condamné à vingt ans de prison sur la planète Pluton. Après s'être évadé, il est abattu par Joe Dredd qui l'exécute à la suite d'un duel entre les deux, alors que Rico voulait se venger.

#### Juge Suprême Hershey
Autrefois Juge de rue, la Juge Barbara Hershey acquiert le statut de Juge Suprême à la suite de la mort du Conseil. Elle est considérée par Joe Dredd comme une personne digne de confiance, et par le reste des Juges comme une des Juges Suprêmes les plus efficaces parmi tous ceux mandatés dans l'histoire de Mega-City One.
Hershey et Dredd entretiennent un profond respect l'un envers l'autre, car chacun sait que ce sont deux Juges incorruptibles, prêts à mourir pour la loi.

#### Juge Psi Anderson
La Juge Cassandra Anderson est une Juge de la division « Psi ». Télépathe, elle possède des pouvoirs de prémonition, très utiles pour la police car cela permet de prédire les catastrophes à venir pour la ville. Elle possède un esprit très puissant, capable de contrer le Judge Death, bien qu'elle soit a contrario une proie facile pour celui-ci.
Sa première rencontre avec Judge Death se conclut par une possession, Anderson se sacrifiant en laissant Death envahir son esprit. Son corps est plus tard exposé dans le Hall de justice, avec une plaque sur laquelle il est écrit : « Au Juge Anderson, pour son sacrifice suprême. Son corps habite un monstre ». Cependant, cela n’empêchera pas le Juge Death de se libérer et de tenter à plusieurs reprises d'annihiler Mega-City One.

#### Juge Fish
Comme son nom l'indique (en anglais, fish = poisson), le Juge Fish est un poisson. Plus précisément, c'est le poisson rouge du tyran Cal, alors Juge Suprême de Mega-City One. Allant plus loin que son illustre prédécesseur et inspirateur Caligula (qui, selon Suétone, avait projeté de nommer son cheval consul), Cal nomme son poisson rouge Chef Suprême adjoint.
Le tyran fou se fait ensuite l'écho des « sentences » prononcées par son poisson, pour rendre les verdicts les plus injustes (mise à mort de Dredd) et les plus déments (institution de la peine de mort en cas de désobéissance). Mais les hommes de Cal tirent également parti de leur faculté à « interpréter » les verdicts silencieux du Juge Fish, tout particulièrement le Juge Slocum : celui-ci sauve la vie des Juges Glass et Percy en les déguisant en petites filles. De même, il met un terme à l'exécution de l'ensemble des habitants de Mega-City One (le Juge Fish étant mort au moment de la première exécution), Slocum persuadant Cal que l'exécution des citoyens de la mégalopole provoque celle de ses Juges.

### Les Juges noirs

#### Juge Death

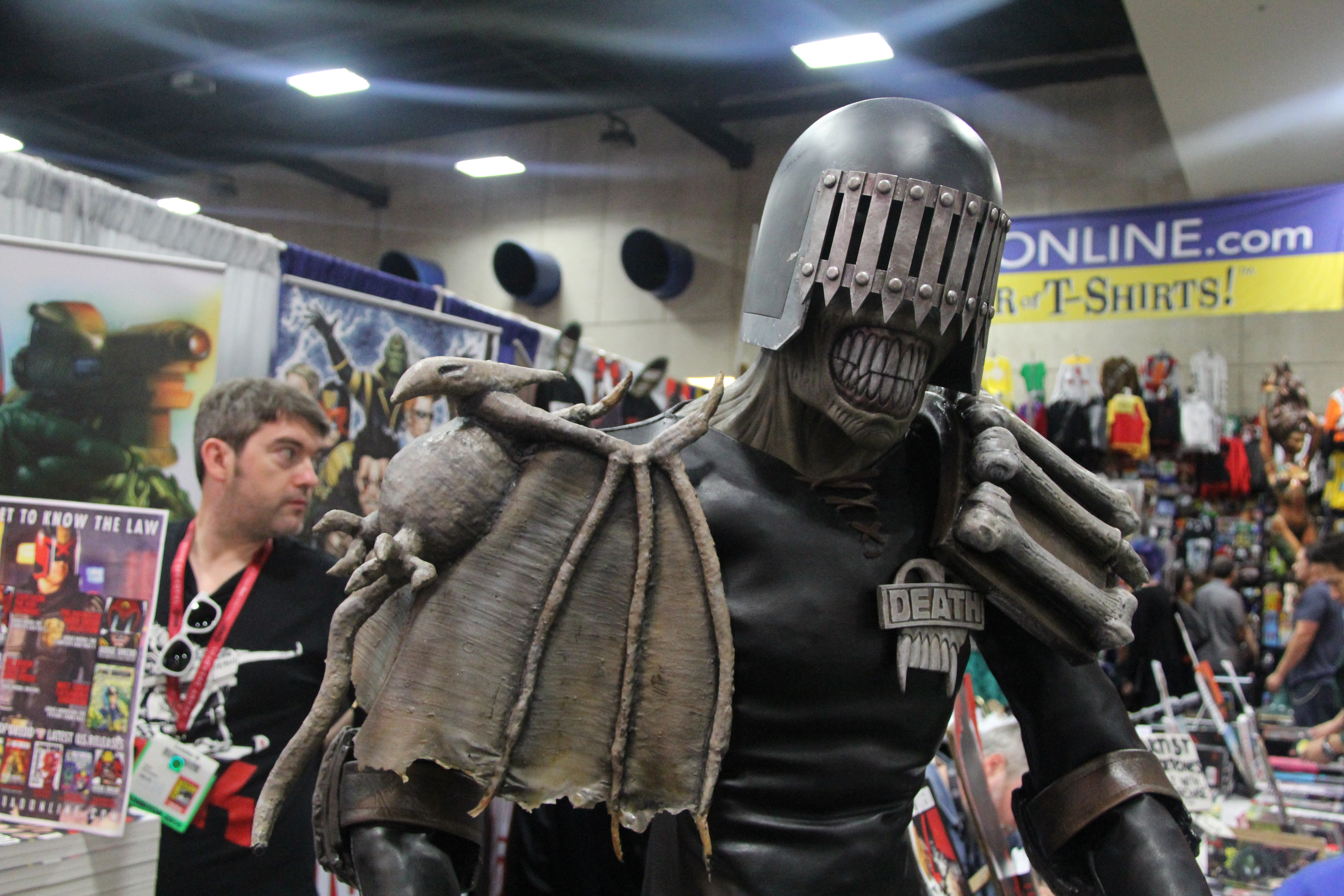
Cosplay de Juge Death.

Le Juge Death est originaire d'un monde parallèle. Obsédé par le péché, il considère que la vie elle-même est un crime, dans la mesure où tous les crimes sont commis par des vivants. À la suite de sa propre transformation en créature mort-vivante, Death a éradiqué toute vie sur son monde d'origine, connu maintenant sous le nom du « Dead World ».
Death tue ses victimes par simple contact, souvent en plongeant sa main au travers de leur corps. Bien que les armes des Juges puissent détruire son corps mort-vivant, l'esprit de Death peut continuer de perdurer et s'incarner dans d'autres corps. Il a montré cette capacité surnaturelle de possession quand il s'empara pour la première fois du corps de la Juge Psi Cassandra Anderson.

#### Juge Fear
Le Juge Fear est peut-être celui qui possède une physionomie la plus proche d'un être humain. Doté d'un heaume noir et d'une cape, il se sert du pouvoir de la peur pour terroriser ses victimes en leur faisant voir son visage.
Bien qu'il ait été possible de voir une fois sa véritable apparence (un visage composé d'un ensemble d'yeux fixant avec insistance son interlocuteur), on présume que son visage prend la forme des plus grandes peurs de ses victimes. En dehors de cela, il se sert aussi de pièges à ours.
Son expression favorite est : « Gaze into the face of Fear » (littéralement, « Plongez dans le visage de la Peur »).

#### Juge Fire
Tout comme le Juge Death, le Juge Fire est originaire du « Dead World » et œuvre aux côtés de ses frères maléfiques pour juger Mega-City One. Comme son nom l'indique, Fire se sert du feu pour mettre fin à ses victimes. Son corps tout entier est parcouru par des flammes vives. Il utilise également un trident pour se défendre.
On dit qu'à ses débuts, le Juge Fire avait jugé une école entière pour « pollution sonore »…

#### Juge Mortis
Le Juge Mortis est le quatrième Juge noir. Il se sert des maladies pour tuer ses victimes, par simple contact. Souvent, il s'agit de nécroses ou de désintégrations instantanées. Il peut également utiliser son pouvoir à distance. La forme de son crâne évoque celui d'un animal proche du mouton, bien qu'il soit difficile à définir.

#### Juge Kraken
Originaire de la Terre, le Juge Kraken était autrefois un Juge de rue avant de devenir le cinquième Juge noir, après avoir été manipulé par Phobia et Nausea, les « Sœurs de la mort » et servantes des Juges noirs. Kraken fut aussi un des nombreux clones de Joe Dredd, puisque créé également à partir de l'ADN du Juge Fargo. Pendant une époque, Kraken a remplacé Dredd dans les rues.
Au départ un personnage mineur, il a acquis plus d'importance lors de l'histoire Necropolis. Il est finalement exécuté par Dredd.

## Équipement des Juges

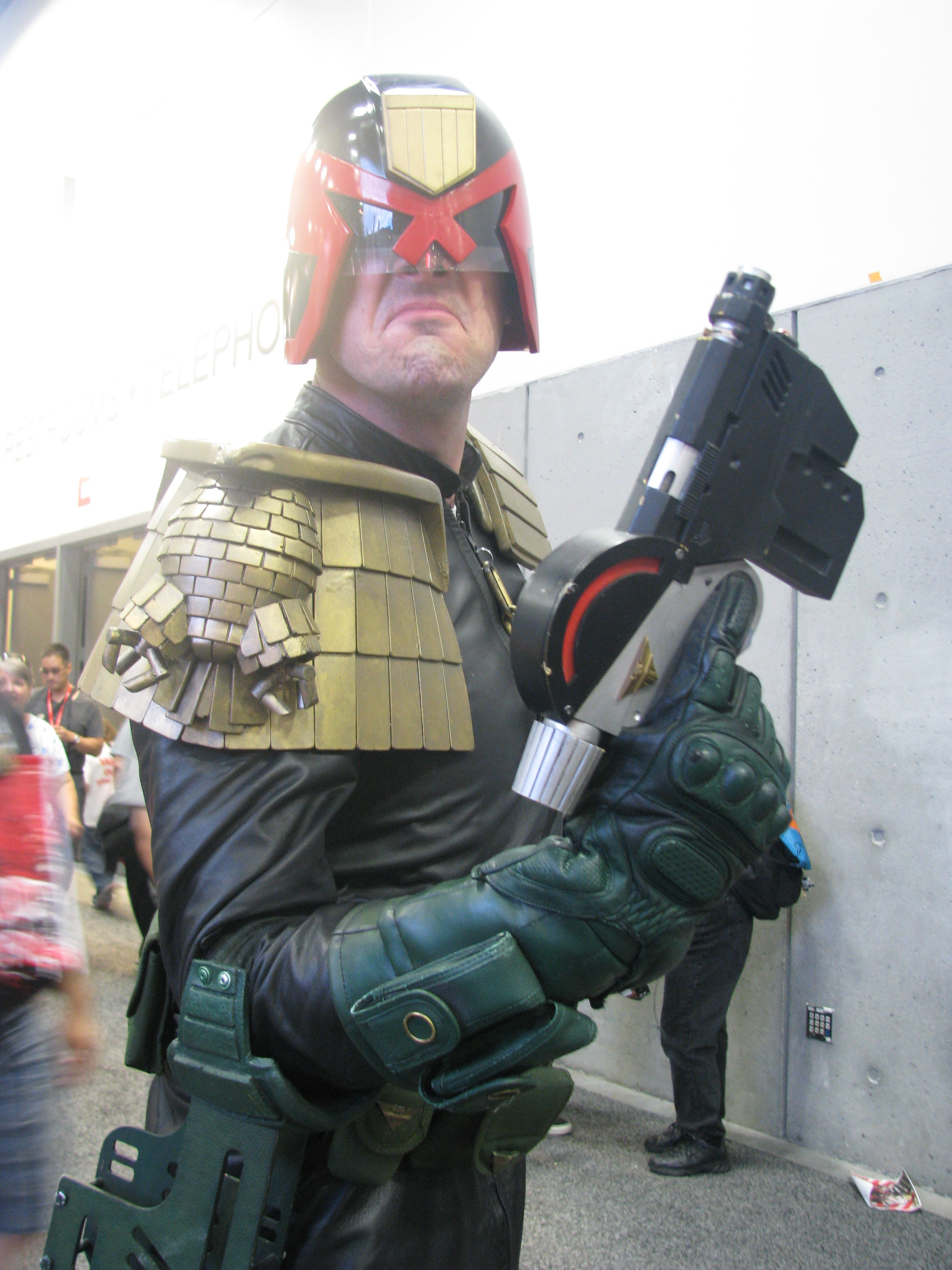
Cosplay de Dredd avec son pistolet futuriste multifonction.

Les Juges de Mega-City One sont équipés de manière variable. Ils puisent tous dans un choix d'équipement standardisé propre aux Juges de rue, qui diffère selon les époques.
Généralement, ils utilisent une moto futuriste surpuissante pour se déplacer et portent un uniforme bien reconnaissable, agrémenté d'une ceinture équipée de rangements pour divers équipements, allant des menottes au chargeurs en passant par un médikit et divers outils. Une version recommandée existe quant à son contenu, mais le casque et les autres signes distinctifs de la tenue des Juges sont indissociables de leur arme de service, un puissant pistolet multifonction.
L'arme de service standard des Juges est conçue spécifiquement pour chaque Juge de rue, lui seul étant autorisé à la saisir, l'utiliser et la conserver en main ; si une autre personne tente de l'utiliser, l’arme s'autodétruit en blessant (voire en tuant) l'utilisateur non autorisé. L'aspect le plus particulier de cette arme est sa capacité à utiliser des munitions diverses : balle simple, munition blindée, munition guidée comme un mini-missile, munition incendiaire, etc. La capacité du chargeur diffère selon les cas. Un ordinateur hyper spécialisé est intégré dans l'arme, la rendant obéissante aux commandes verbales du juge et répondant vocalement aux commandes reçues ; elle ne fait pas la conversation mais est d'une efficacité toute martiale, verbalement comme pour tout le reste.
Un autre équipement incontournable du Juge est sa radio intégrée à l'uniforme, afin de rester en contact avec le Contrôle au cours de ses patrouilles dans la mégacité.

## Publications

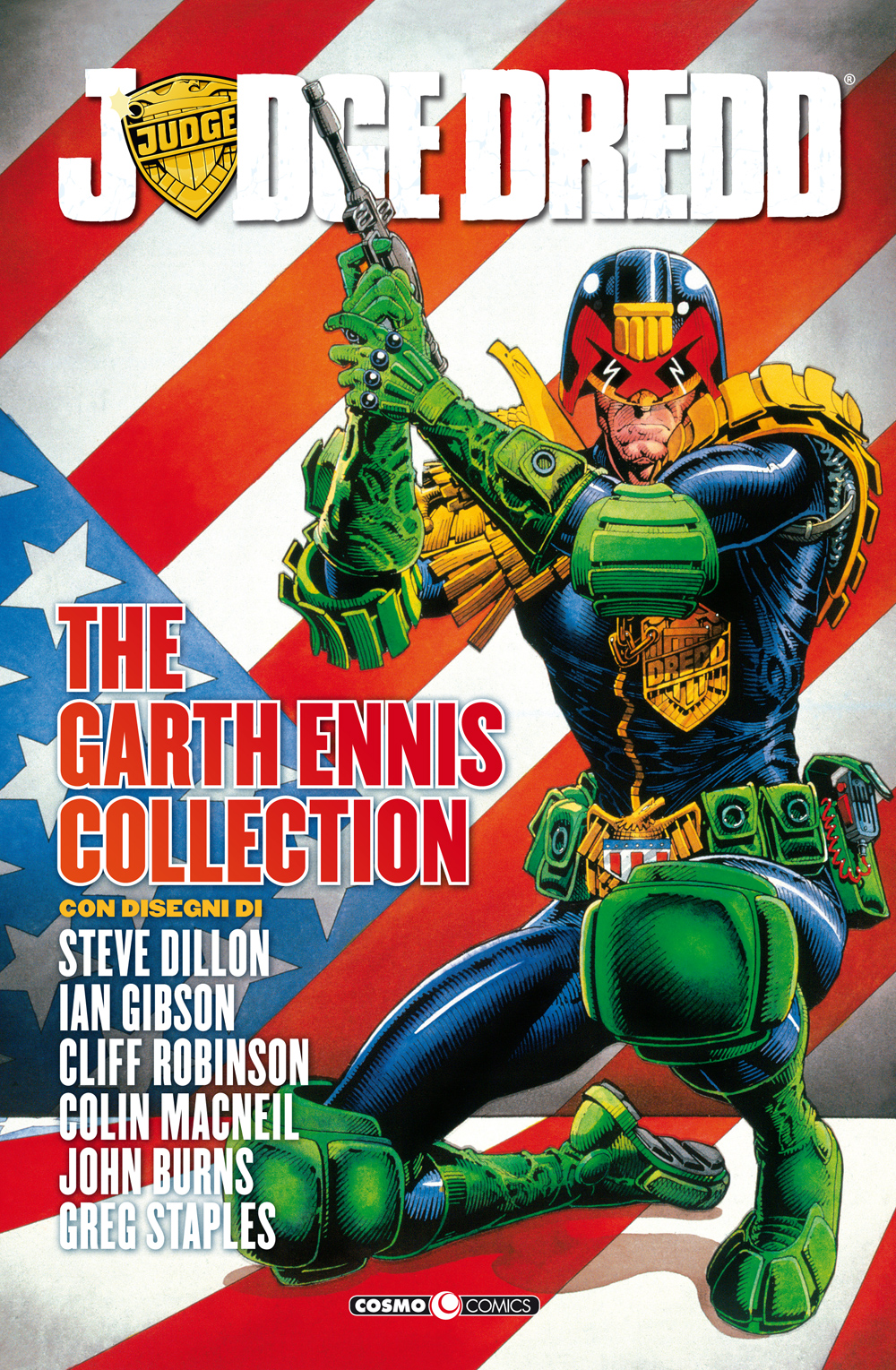
Couverture du volume Judge Dredd: The Garth Ennis Collection.

### Eagle Comics et Fleetway/Quality Comics
Au Royaume-Uni, l'éditeur IPC devenu Fleetway a publié Judge Dredd dans l'hebdomadaire 2000 A.D. et dans Judge Dredd Megazine. Outre-Atlantique, il a d'abord accordé une licence à Eagle Comics (en), éphémère société d’édition qui avait pour vocation de rééditer le fonds de 2000 A.D. et de le distribuer en Amérique du Nord, puis s'est associé avec Quality Comics (en) pour rééditer les épisodes originels les plus connus du magazine britannique.
On y retrouve les grands noms qui ont fait l'attrait si particulier de cette série : John Wagner, Brian Bolland, Mike McMahon, Pat Mills.
- Judge Dredd volume 1 #1-35 (Eagles Comics, 1983-1986)
- Judge Dredd volume 2 #1-77 (Fleetway/Quality Comics, 1986-1991)

L’univers du personnage a aussi été décliné dans des mini-séries inédites :
- Dredd rules!
- Necropolis
- Young Death – The Boyhood of a Superfiend #1-3

### DC Comics
L'éditeur DC Comics a publié deux séries régulières, ainsi que des crossover :
- Judge Dredd #1-13 (1994-96)
- Legends of the Law (1994-95)
- Batman / Judge Dredd
  1. Judgement On Gotham (1991)
  2. Vendetta In Gotham (1993)
  3. The Ultimate Riddle (1995)
  4. Die Laughing (1998)

### Dark Horse Comics
L'éditeur Dark Horse Comics a consacré deux one shots au Judge Dredd :
- Predator vs Judge Dredd de John Wagner et Enrique Alcatena (1997)
- Judge Dredd vs Aliens (2003)

### En France
Périodiques
La première traduction de Judge Dredd en France paraît chez Mon journal en petit format dans la revue Super Force en 1980-81. On retrouve aussi deux épisodes dans la revue Janus Stark spécial. En 1982, dans Métal Hurlant paraissent 27 pages dessinées par Brian Bolland. Au milieu des années 1980, Arédit publie une revue traduisant la série américaine de Eagle Comics (en couleur, alors que la série originelle de 2000 A.D. était en noir et blanc). Dix ans plus tard, les éditions de Tournon profitent de la sortie du film consacré au personnage pour lancer une publication, qui ne dure que 3 numéros.
- Judge Dredd nos 1 à 16 (Arédit/Artima, 1984-1986)
- Judge Dredd nos 1 à 3 (Tournon, 1995)

Albums
- Juge Dredd (Les Humanoïdes Associés)
  1. Juge Dredd (1982)[5]
  2. Dredd contre Crève (1983)
- Judge Dredd : Megacity blues (Comics USA, 1992)
- Batman/Judge Dredd
  - Jugement à Gotham (Comics USA, 1992)
  - La Grande Énigme (Éditions USA, 1996)
- Légendes des Méga-cités (Arboris)
  1. Amérique (1993)
  2. Shamballa, ville maudite (1994)
  3. Judge Dredd contre Raider (1995)
  4. Judge Dredd et le livre des morts (1996)
- Judge Dredd (adaptation du film, Tournon/Kraken, 1995)
- Judge Dredd (Soleil US Comics)
  1. Heavy Metal Dredd (2010)
  2. Mandroid (2011)
- Judge Dredd intégrale (Soleil US Comics, en noir et blanc)
  1. 2000 AD progs 02-60, années 2099-2100 (2011)
  2. 2000 AD progs 61-115, années 2100-2101 (2011)
  3. 2000 AD progs 116-154, années 2101-2102 (2013)
  4. 2000 AD progs 156-207, années 2102-2103 (2013)
- Juge Dredd (Delirium)
  1. Origines (mars 2016)
  2. Les Liens du sang (août 2016)
  3. Démocratie (avril 2017)
- Judge Dredd : Les Affaires classées (Delirium)
  1. 2000 AD progs 02-60, années 2099-2100 (novembre 2016)
  2. 2000 AD progs 61-85, année 2100 (octobre 2017)
  3. 2000 AD progs 86-115, années 2100-2101 (mai 2018)
  4. 2000 AD progs 116-154, années 2101-2102 (février 2019)
- Judge Dredd (Wetta)
  1. Judge Dredd / Aliens : Infestation (mars 2017)
  2. Judge Dredd / Predator : Confrontation (avril 2017)
  3. Judge Dredd / Aliens / Predator : Extermination (juin 2017)

## Apparitions dans d'autres médias

### Cinéma
- Judge Dredd (1995) de Danny Cannon : film adapté du comic book, avec Sylvester Stallone dans le rôle-titre. À cette occasion, le groupe The Cure a écrit, composé et interprété une chanson, intitulée Dredd Song.
- Dredd (2012) de Pete Travis : reboot 3D avec Karl Urban dans le rôle-titre. En France, le film est sorti directement en vidéo en février 2013, au vu du faible score réalisé au box office américain, malgré de bonnes critiques.

### Jeux vidéo
Judge Dredd est adapté plusieurs fois sous forme de jeux vidéo :
- Judge Dredd (1986, ZX Spectrum, Commodore 64)
- Judge Dredd (1990, ZX Spectrum, Commodore 64, Amiga, Atari ST)
- Judge Dredd (1995, Mega Drive, Game Gear, Super Nintendo, Game Boy, PC (DOS))
- Judge Dredd (1997, borne d'arcade, PlayStation)
- Judge Dredd Pinball (1998, PC (Windows, DOS))
- Judge Dredd: Dredd vs. Death (2003, PC (Windows), PlayStation 2, Xbox, GameCube)
- Judge Dredd vs. Zombies (2011, Android, iOS, Windows Phone)
- Judge Dredd: Countdown Sector 106 (2012, Android, iOS, Windows Phone, PC (Windows, Mac, Linux))

### Parodies
Le personnage de Judge Dredd a été parodié à plusieurs reprises dont notamment :
- Broforce dans le lequel le personnage est parodié sous le nom de Bro Dredd (2015, PC (Windows, Mac, Linux) PlayStation 4, Switch, Xbox Series)
- Fallout : London (2024), mod pour le jeu Fallout 4 (2015) dans lequel le joueur peut trouver des revues parodiant Judge Dredd et sa revue d'origine : Constable Cruel dans la revue 3000 A.D. dont l'une d'elles parodie l'épisode Apocalypse War[6]

## Produits dérivés

### Cartes à collectionner
Dredd : the Collectible Card Game (1999), par Round Table Productions. De 2 à 6 joueurs pour une durée moyenne de 90 minutes.

### Jeu
- Judge Dredd (1993, flipper, par Bally Midway Manufacturing)

### Jeux de société
- Judge Dredd (1982), par Games Workshop
- Judge Dredd in BlockMania (1987), par Games Workshop : wargame pour 2 joueurs. Il existe une extension pour 4 joueurs.

### Jeux de rôle
- Judge Dredd (1985-1989), par Games Workshop. (sous D100 + profil)
- Judge Dredd (2002), par Mongoose Publishing. (sur D20 D&D 3.0 compatible)
- Judge Dredd (2002), par Mongoose Publishing. (Traveller GDW sur D20/2D6)

### Jeu de figurines
Gangs of Mega-City One (2005), par Mongoose Publishing.

### Figurines
- Figurine 30 cm réalisée par Medicom Toy (Japon).
- figurines de 28 mm pour le jeu de rôle de Games Workshop.
- figurines de 30 mm pour le jeu de figurines de Mongoose Publishing.
- figurines de 28 mm commercialisées par Wargames Foundry.
- figurines de 15 cm commercialisées par Toy Biz.

## Dans la culture populaire
- La série Judge Dredd a inspiré le groupe Anthrax pour sa chanson I am the Law, issue de l'album Among the Living (1987).
- Les personnages des « Palanites Enforcers » du jeu de figurines Necromunda sont fortement inspirés par le Jugde Dredd, tant en esthétique que pour leur histoire.